# Коацакоалкос
Коацакоалкос (на испански: Coatzacoalcos, на испански се изговаря по-близко до Коатсакоалкос) е град в Мексико. Население 267 212 жители (2000)

## География
Градът е пристанище и морски курорт в щата Веракрус. Разположен е по крайбрежието при вливането на река Коацакоалкос в залива Кампече.

## История
Градът е основан на 22 декември 1881 г.

## Личности
Родени
- Салма Хайек, (р. 1966), киноактриса